# 설 (영화)
"설"(Still Strange)은 한국에서 제작된 이홍재 감독의 2011년 가족, 드라마 영화이다. 장시원 등이 주연으로 출연하였고 이홍재 등이 제작에 참여하였다. 엄마에게라는 제목으로도 알려져 있는 영화이다.

## 출연

### 주연
- 장시원
- 최지혜

### 조연
- 김수웅
- 이소희
- 이승연
- 송유현
- 형영선
- 정희태
- 박성일
- 이응재

## 기타
- 각색: 전선영
- 각색: 김명우
- 각색: 이홍재
- 제작부: 양동혁
- 제작부: 이성경
- 제작투자: 심우섭
- 제작투자: 이홍재
- 제작투자: 이수용
- 제작투자: 이경훈
- 제작투자: 김혁
- 제작투자: 최지혜
- 제작투자: 장재진
- 제작투자: 심현구
- 제작투자: 윤준섭
- 제작투자: 강원석
- 제작투자: 최두철
- 라인프로듀서: 강성욱
- 라인프로듀서: 강원석
- 라인프로듀서: 김봉준
- 제작부지원: 송성원
- 촬영보: 임창현
- 촬영부: 김홍은
- 조명: 김홍은
- 조명: 최경민
- 조명부: 유용석
- 조명부: 김수빈
- 조명부: 박현진
- 연출부: 이성경
- 연출부지원: 황미현
- 연출부지원: 한승훈
- 스크립터: 박미진
- 스크립터: 이성경
- 조감독: 심현구
- 조감독: 이재신
- 조감독: 최진웅
- 동시녹음: 고영춘
- 음향편집: 정민주
- 음향효과: 안인범
- 음향효과: 홍성준
- 붐오퍼레이터: 김기남
- 붐오퍼레이터: 성재윤
- 붐오퍼레이터: 안성일
- 사운드: 장철호
- 사운드디자인: 김필수
- 사운드슈퍼바이저: 장철호
- 미술: 오흥석
- 미술팀: 이성경
- 세트: 전성호
- 타이틀: 이성래
- 타이틀디자인: 안세현
- 타이틀디자인: 유미선
- 분장-헤어: 양유미
- 분장-헤어: 단아르미
- 의상: 양화령
- 발전차: 김강수
- 발전차: 김영철
- 의상팀: 고수경
- 의상팀: 진소희
- 분장-헤어팀: 박은혜
- 스튜디오: 이경언
- 디지털색보정: 김성강
- 디지털색보정: 나종찬
- 디지털색보정: 박진호
- 디지털색보정: 김형석
- 디지털색보정: 강석진
- 디지털색보정: 옥임식
- 디지털색보정: 김기석
- 디지털색보정: 김승원
- 디지털색보정: 김혜진
- 디지털색보정: 박영임
- 디지털색보정: 박진호
- 포스터사진: 황우현
- 현장스틸: 장재진
- 배급: 박상근
- 배급부문: 장연희
- 배급부문: 조윤주
- 마케팅부문: 전향선
- 조명장비: 이성재
- 조명장비: 정용택
- 자막입력: 김혜진
- 포스터 디자인: 정승호
- 예고편: 정승호
- 번역: 앤드류 송
- 번역: 이승엽
- 번역: 윌리엄 민터